# Abdul Hamid (político)
Abdul Hamid (en bengalí: আব্দুল হামিদ; Mithamain Upazila,  Raj británico, 1 de enero de 1944) es el portavoz del parlamento nacional de Bangladés desde 2009 y ex Presidente de Bangladés tras la muerte de Zillur Rahman en marzo de 2013. Terminó su mandato como presidente el 24 de abril de 2023, siendo Shahabuddin Chuppu su sucesor.

## Carrera política
Comenzó su carrera política, mientras era estudiante en Kishoreganj, como el Vicepresidente de la Universidad de Gurudayal. Más tarde se convirtió en abogado en la corte del juez de Kishoreganj. Fue nombrado varias veces presidente del Colegio de abogados de Kishoreganj. Fue elegido siete veces como miembro del Parlamento desde 1970 a 2009.
Hamid fue el portavoz adjunto del Parlamento nacional de Bangladés cuando la Liga Awami formó el gobierno en 1996. En 2001, fue nombrado como el líder adjunto del partido de oposición en la Asamblea Nacional. El 25 de enero de 2009, se convirtió en el presidente del Parlamento nacional de Bangladés.

### Presidencia
Hamid fue nombrado presidente interino de Bangladés el 14 de marzo de 2013 mientras el presidente, Zillur Rahman, estaba en un hospital de Singapur. Rahman murió seis días después. Fue elegido presidente sin oposición, el 22 de abril de 2013.
El 7 de febrero de 2018 fue reelegido sin oposición para un segundo mandato.